# Łódź (wieś w powiecie poznańskim)
Łódź – wieś w województwie wielkopolskim, powiecie poznańskim, gminie Stęszew, na obrzeżach Wielkopolskiego Parku Narodowego. Wieś położona jest pomiędzy dwoma jeziorami rynnowymi: Witobelskim i Łódzko-Dymaczewskim.

## Historia
Pierwsza wzmianka o miejscowości pochodzi z 1271 (Loda). Kościół stał tu już prawdopodobnie w XII wieku (odnotowany był w 1298). Wieś szlachecka (Lodzia) należała w 1580 do powiatu kościańskiego województwa poznańskiego. Była ona gniazdem rodowym Łodziów (następnie Łódzkich). Począwszy od wieku XVI dobra częstokroć zmieniały właścicieli, by w pierwszej połowie XIX wieku zostać rozparcelowanymi. 
W latach 1975–1998 miejscowość administracyjnie należała do województwa poznańskiego.

## Atrakcje turystyczne
- drewniany kościół pw. św. Jadwigi[6],
- naprzeciw kościoła dawny zbór ewangelicki pochodzący z 1911 (obecnie dom parafialny),
- szlak turystyczny Trzebaw Rosnówko – Dymaczewo Stare.

## Obiekty religijne
- Kościół św. Jadwigi
- Sala Zgromadzeń i Sala Królestwa Świadków Jehowy[7]

## Osoby
W 1900 we wsi urodził się porucznik Andrzej Gmerek (1900–2004).